# Turkovići Ogulinski
Turkovići Ogulinski je naselje u Republici Hrvatskoj, u sastavu Grada Ogulina, Karlovačka županija.

Selo u podnožju Kleka blizu utoka Vitunjčice u Dobru, gdje je i vodomjerna postaja Gornja Dobra.
 
U prošlosti je bilo dio Vitunja, a prvi vodovod za Ogulin izgrađen 1847. dolazio je s izvora u Turkovićima.

## Stanovništvo
Prema popisu stanovništva iz 2001. godine, naselje je imalo 255 stanovnika te 82 obiteljskih kućanstava.
| broj stanovnika |       |       |       | 240   | 243   | 235   | 224   | 252   | 268   | 249   | 261   | 303   | 293   | 281   | 255   | 249   | 202   |
|                 | 1857. | 1869. | 1880. | 1890. | 1900. | 1910. | 1921. | 1931. | 1948. | 1953. | 1961. | 1971. | 1981. | 1991. | 2001. | 2011. | 2021. |